# Lev Borodulin
Lev Abramovich Borodulin (en ruso: Лев Абрамович Бородулин; Moscú,  25 de enero de 1923 – Tel Aviv, 21 de diciembre de 2018) fue un fotógrafo israelí de origen soviético.

## Biografía
Entre 1940 y 1941, estudió en el departamento de arte en la Universidad Estatal de Artes Impresas de Moscú, que solo pudo acabar después de la guerra. Participó y fue herido en la Gran Guerra Patriótica, consiguiendo las medallas de por la Defensa de Moscú y la de Conquista de Berlín.
Se dedicó a la fotografía después de graduarse. La primera publicación tuvo lugar en 1947 en el periódico estudiantil. En 1950-1960 trabajó como fotógrafo para la revista Ogoniok. Fue el primer fotógrafo de la Unión Soviética que aplicó el objetivo ojo de pez.
El Anuario de Fotografía de 1964 reconoce a Leo Borodulin como estrella de la fotografía mundial. En 1967, el periódico japonés Asahi Shimbun nombró al mejor fotógrafo del año. En 1971 en Múnich Lev Borodulin recibió el premio como reconocimiento en el campo de la fotografía olímpica deportiva.
En 1972, se trasladó a Israel y vivió en Tel Aviv, donde continuó su labor como fotógrafo.